# 5206 Kodomonomori
Az 5206 Kodomonomori (ideiglenes jelöléssel 1988 ED) a Naprendszer kisbolygóövében található aszteroida. Y. Oshima fedezte fel 1988. március 7-én.